# Pine Lake (Arizona)
Pine Lake es un lugar designado por el censo ubicado en el condado de Mohave en el estado estadounidense de Arizona. En el Censo de 2010 tenía una población de 138 habitantes y una densidad poblacional de 31,57 personas por km².

## Geografía
Pine Lake se encuentra ubicado en las coordenadas 35°5′19″N 113°52′26″O / 35.08861, -113.87389. Según la Oficina del Censo de los Estados Unidos, Pine Lake tiene una superficie total de 4.37 km², de la cual 4.37 km² corresponden a tierra firme y (0%) 0 km² es agua.

## Demografía
Según el censo de 2010, había 138 personas residiendo en Pine Lake. La densidad de población era de 31,57 hab./km². De los 138 habitantes, Pine Lake estaba compuesto por el 96.38% blancos, el 0% eran afroamericanos, el 1.45% eran amerindios, el 0% eran asiáticos, el 0% eran isleños del Pacífico, el 0.72% eran de otras razas y el 1.45% pertenecían a dos o más razas. Del total de la población el 4.35% eran hispanos o latinos de cualquier raza.